# B.C. Rich
La B.C. Rich è una industria musicale statunitense specializzata nella produzione di chitarre e bassi fondata nel 1974 da Bernardo Chavez Rico. La B.C. Rich contribuì con varie innovazioni nel campo della fabbricazione degli strumenti, sia nelle forme, da sempre amate dai chitarristi heavy metal, sia nella tecnica di liuteria, sia nei pick up, come i BDSM.

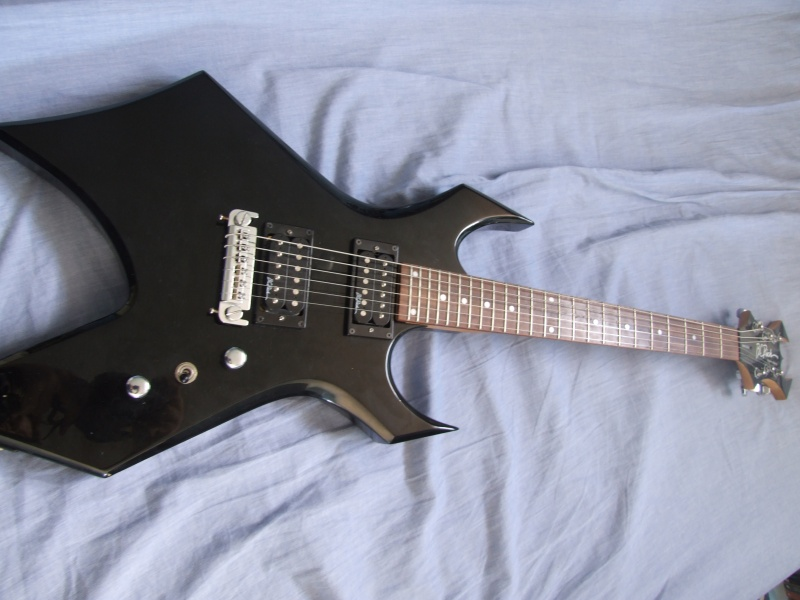
Modello Warlock

## Modelli
- Assassin/ASM
- Beast
- Bich
- Big Dagger
- Blaster
- Condor
- Conte
- Dagger
- Death'r
- Draco
- Eagle
- Exclusive
- Explorer
- Fat Bob
- Firebird
- Gunslinger
- Hydra
- Ignitor
- Innovator
- Ironbird
- Jazzbox
- Jr. V
- KKV
- KKW
- MAG
- Marion
- Marion
- Meegs
- Mockingbird
- Mockingbird II
- Nighthawk
- Outlaw
- Punisher
- Seagull
- Seagull II
- ST
- ST III
- Stealth
- Thunderbird
- Thunderbolt
- Virgin
- Virgo
- Warbeast
- Warlock
- Warlock II
- Warpig (SG)
- Wave
- Widow
- Wrath
- Zombie